# Djävulstunga
Djävulstunga (Ferocactus latispinus) är en kaktusväxtart som först beskrevs av Adrian Hardy Haworth, och fick sitt nu gällande namn av Nathaniel Lord Britton och Joseph Nelson Rose. Djävulstungan ingår i släktet Ferocactus (djävulstungor) och familjen kaktusväxter.

## Underarter
Arten delas in i följande underarter:
- F. l. greenwoodii
- F. l. latispinus
- F. l. spiralis

## Bildgalleri

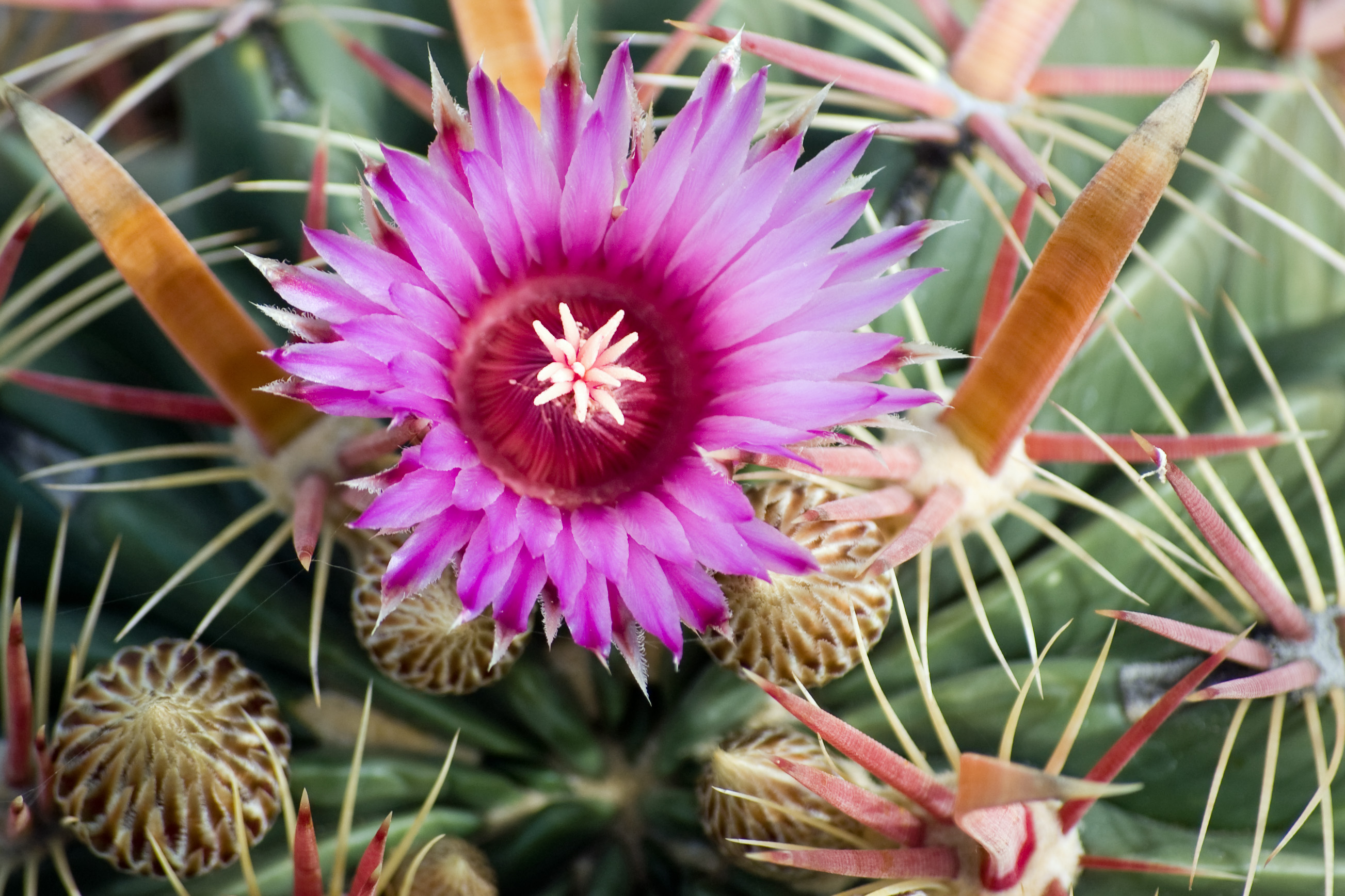
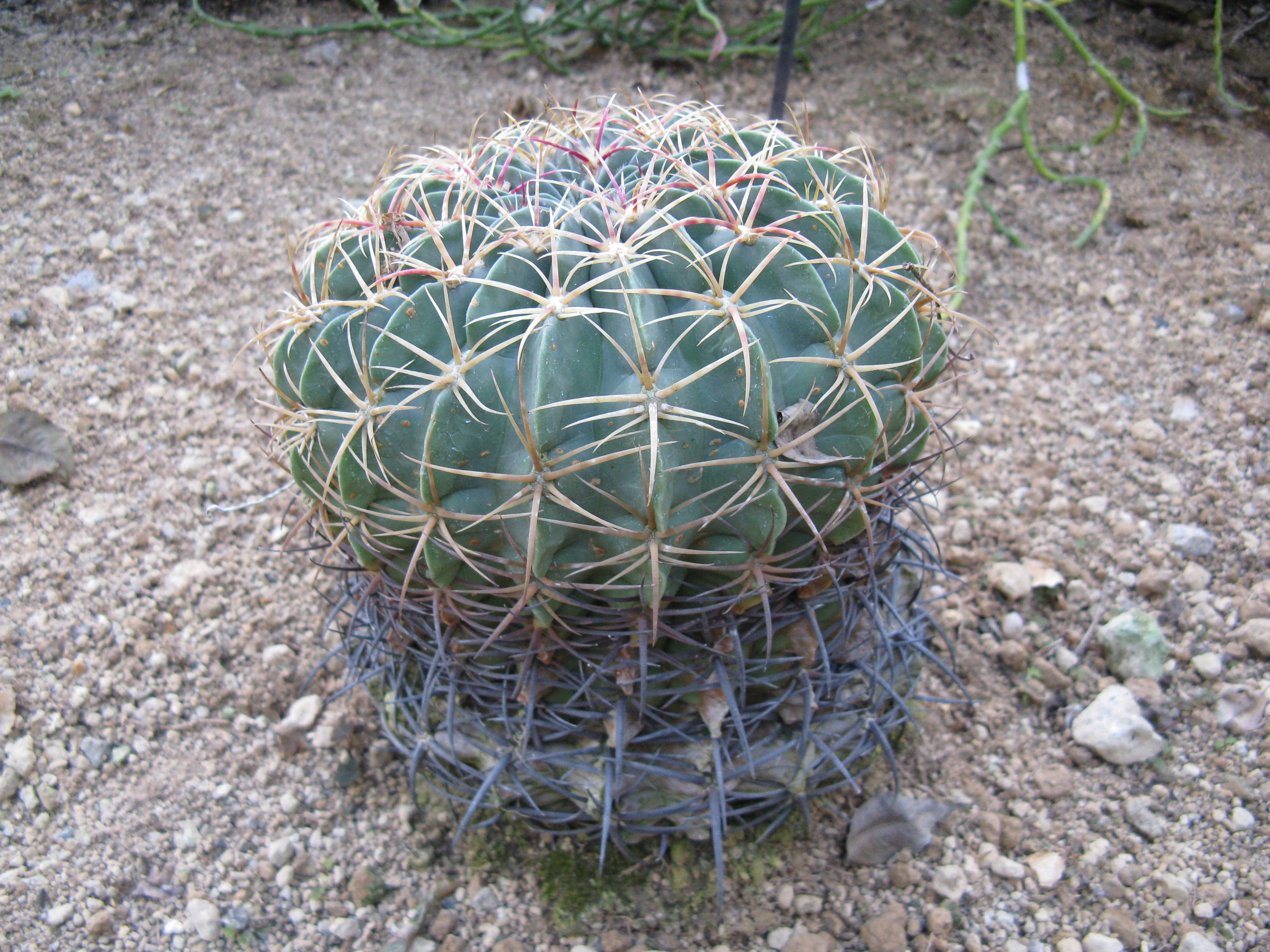
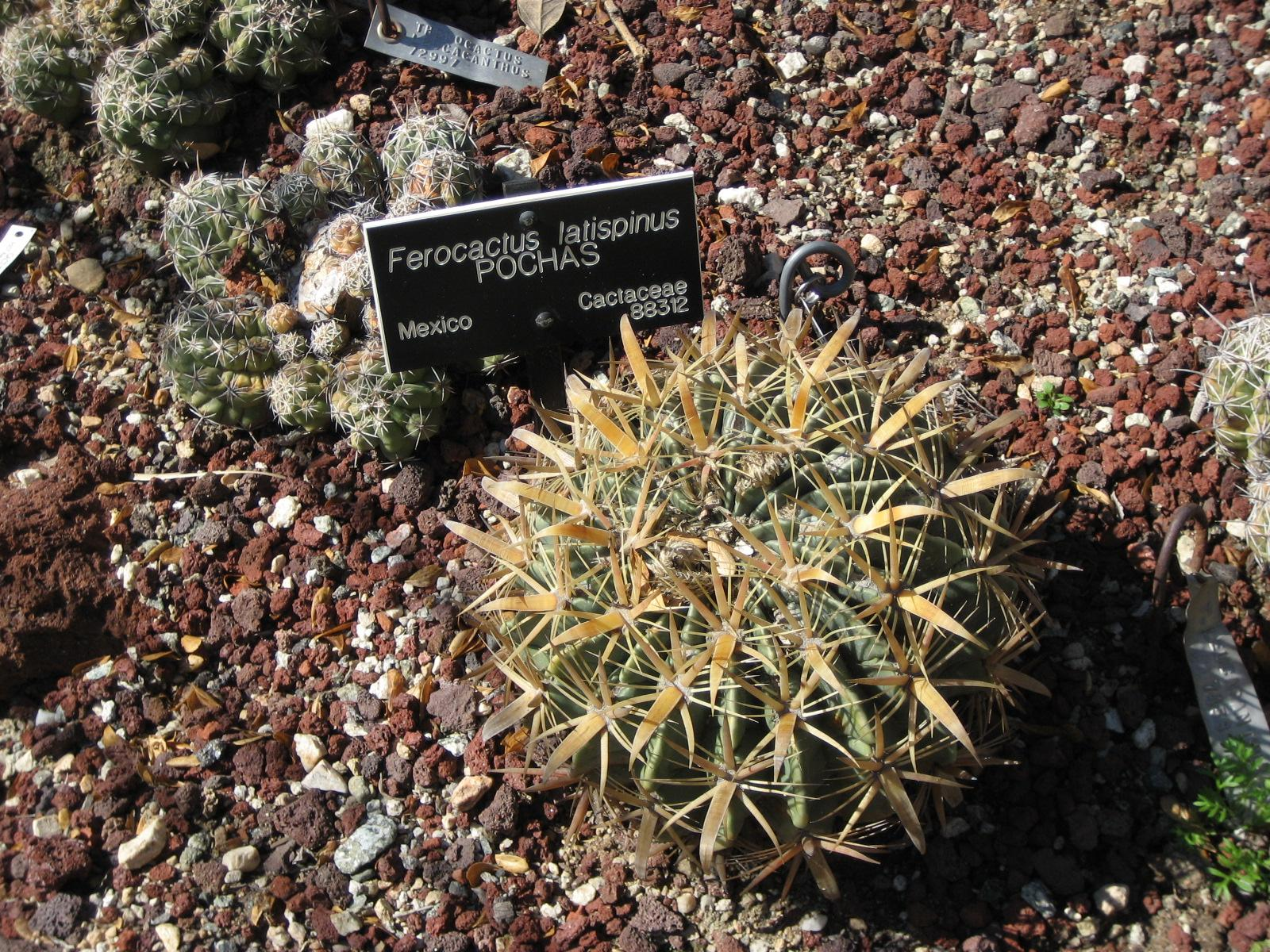
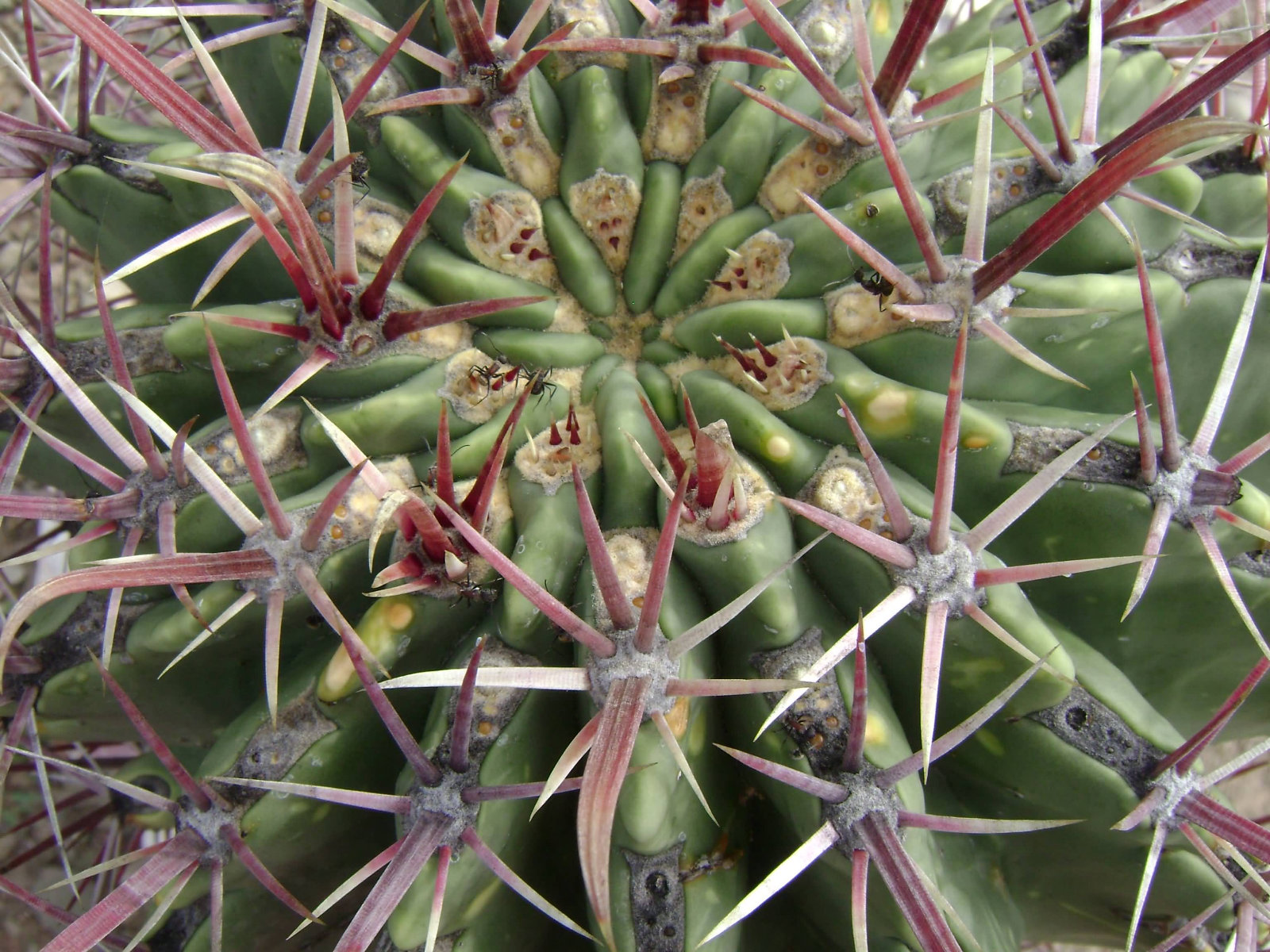
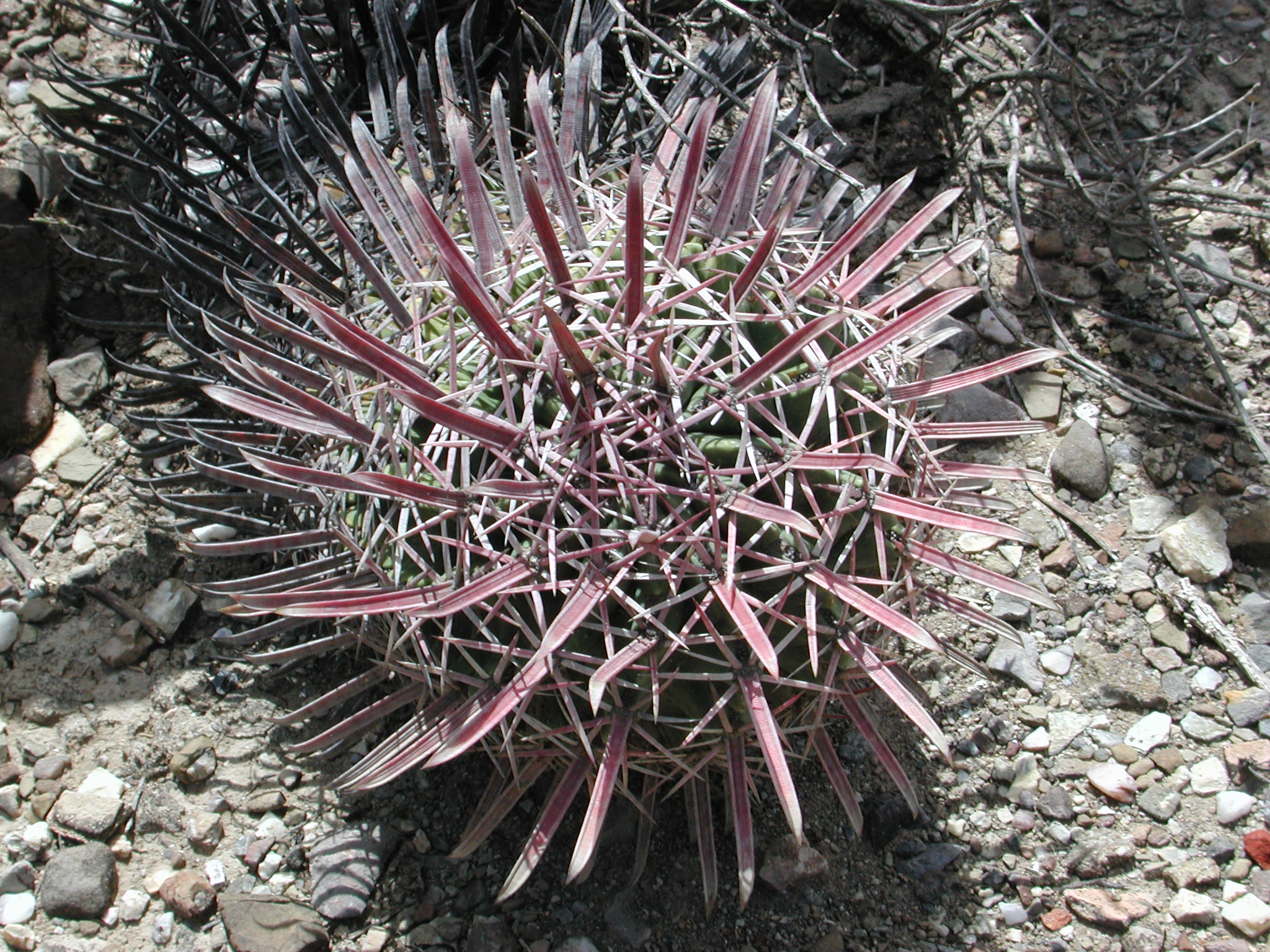
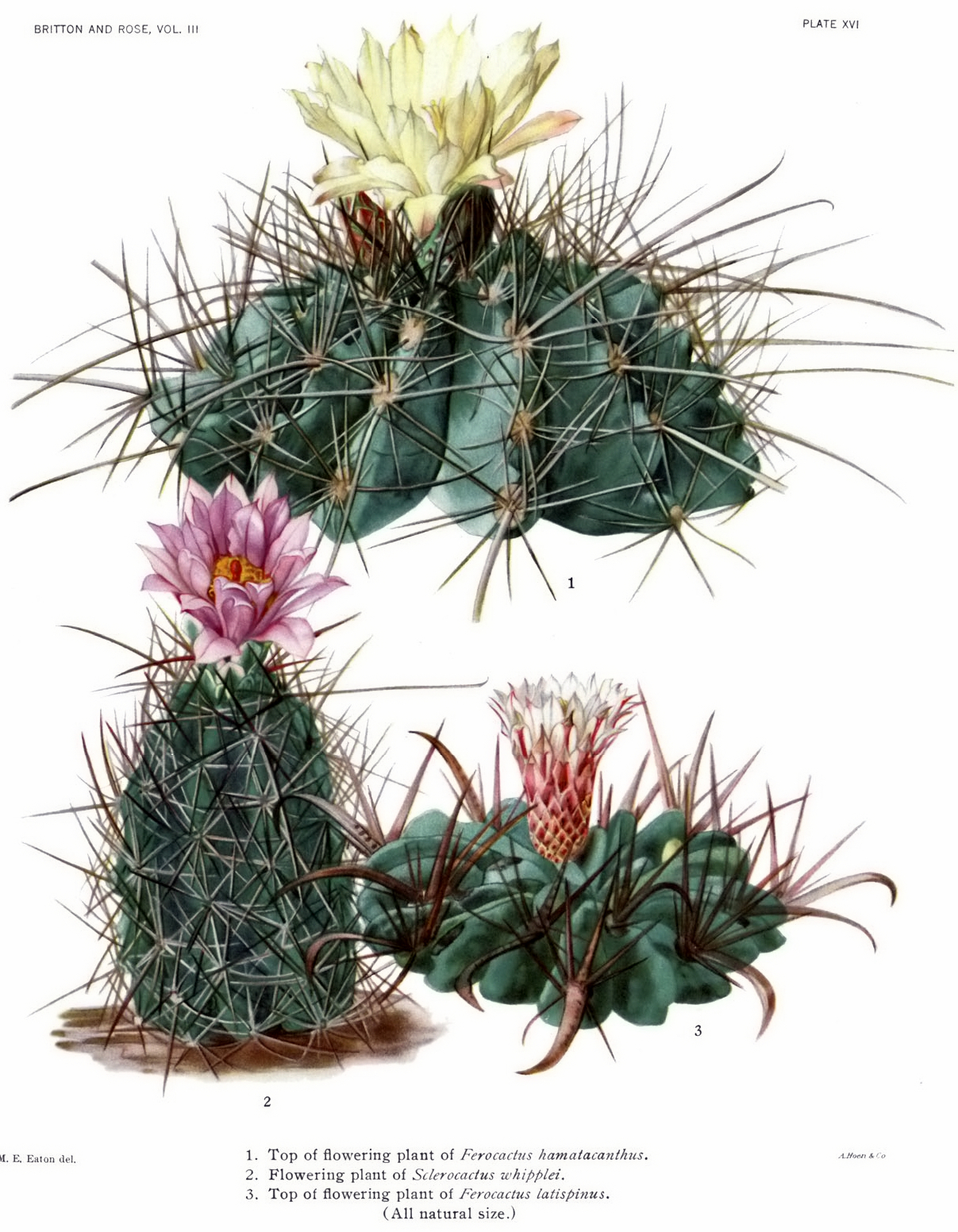